# Вісаян (море)
Вісаян — невелике море у Філіппінському архіпелазі між островами Масбате на півночі, Лейте на сході і південному сході, Себу і Негрос на півдні та Панай на заході. Належить до Тихого океану.
Море з'єднується з морем Камотес протокою Канігао, а також з морями Сібуян, Самар, Мінданао і Сулу.

## Клімат
Акваторія моря лежить у субекваторіальному кліматичному поясі. Влітку переважають екваторіальні повітряні маси, взимку — тропічні. Сезонні амплітуди температури повітря незначні. У літньо-осінній період часто формуються тропічні циклони.

## Біологія
Акваторія Вісаянського моря належить до східнофіліппінського морського екорегіону зоогеографічної провінції центральної індо-пацифіки. Зоогеографічно донна фауна континентального шельфу й острівних мілин до глибини 200  м належить до індо-західнопацифічної області тропічної зони.